# Lake Elsinore
Lake Elsinore város az USA Kalifornia államában, Riverside megyében. Lakosainak száma 70 265 fő (2020. április 1.).

## Népesség
A település népességének változása:

| 2010 | 51 821 |
| 2020 | 70 265 |